# Megachernes grandis
Megachernes grandis är en spindeldjursart som först beskrevs av Beier 1930.  Megachernes grandis ingår i släktet Megachernes och familjen blindklokrypare. Inga underarter finns listade i Catalogue of Life.